# Молодіжний чемпіонат Південної Америки з футболу
Чемпіонат Південної Америки з футболу серед молодіжних команд — (Молодіжний чемпіонат Південної Америки з футболу; ісп. Juventud de América) — міжнародне футбольне змагання серед молодіжних національних футбольних збірних Південної Америки. Чемпіонат Південної Америки проводиться керуючим органом південноамериканського футболу КОНМЕБОЛ, і брати участь в ньому можуть молодіжні (не старші 20 років) чоловічі футбольні національні збірні всіх країн-членів КОНМЕБОЛ. Чемпіонат проводиться раз на 2 роки.

## Історія
Перший чемпіонат серед молодіжних збірних південноамериканського континенту пройшов у Венесуелі в 1954 році.  До 1974 року віковий ценз футболістів, які мали право брати участь в чемпіонаті, становив 19 років. З чемпіонату, що проходив у Перу (1975) в регламенті турніру з'явилося уточнення, яке говорить про те, що на момент проведення чемпіонату, футболістові збірної не повинно бути більше 20 років. Це було зроблено, щоб покращити конкуренцію південноамериканських збірних на молодіжному чемпіонаті світу.
В останньому чемпіонаті п'ятиразовими чемпіонами стали аргентинці, друге місце посіла збірна Колумбії, бронза дісталась уругвайцям.

## Формат
Чемпіонат складається з двох етапів, на першому етапі в групових раундах десять збірних у двох групах по п'ять збірних виявляють по три найкращі збірні, які на другому етапі в одне коло розігрують звання чемпіона Південної Америки.

## Результати
| Рік         | Місце проведення        | Переможець | 2 місце   | 3 місце   | 4 місце |
| ----------- | ----------------------- | ---------- | --------- | --------- | ------- |
| 1954 Деталі | Венесуела, Маракай      | Уругвай    | Бразилія  | Венесуела | Перу    |
| 1958 Деталі | Чилі, Сантьяго          | Уругвай    | Аргентина | Бразилія  | Перу    |
| 1964 Деталі | Колумбія Богота та Калі | Уругвай    | Парагвай  | Колумбія  | Чилі    |
| 1967 Деталі | Парагвай Асунсьйон      | Аргентина  | Парагвай  | Бразилія  | Перу    |
| 1971 Деталі | Парагвай Нембу          | Парагвай   | Уругвай   | Бразилія  | Перу    |

| Рік         | Місце проведення | Переможець | Рахунок | 2 місце | 3 місце  | Рахунок | 4 місце   |
| ----------- | ---------------- | ---------- | ------- | ------- | -------- | ------- | --------- |
| 1974 Деталі | Чилі, Сантьяго   | Бразилія   | 2–1     | Уругвай | Парагвай | 1–0     | Аргентина |

| Рік         | Місце проведення   | Переможець                          | 2 місце                             | 3 місце                             | 4 місце                             |
| ----------- | ------------------ | ----------------------------------- | ----------------------------------- | ----------------------------------- | ----------------------------------- |
| 1975 Деталі | Перу Ліма          | Уругвай                             | Чилі                                | Аргентина                           | Перу                                |
| 1977 Деталі | Венесуела          | Уругвай                             | Бразилія                            | Парагвай                            | Чилі                                |
| 1979 Деталі | Уругвай Монтевідео | Уругвай                             | Аргентина                           | Парагвай                            | Бразилія                            |
| 1981 Деталі | Еквадор Ґуаякіль   | Уругвай                             | Бразилія                            | Аргентина                           | Болівія                             |
| 1983 Деталі | Болівія Потосі     | Бразилія                            | Уругвай                             | Аргентина                           | Болівія                             |
| 1985 Деталі | Парагвай           | Бразилія                            | Парагвай                            | Колумбія                            | Уругвай                             |
| 1987 Деталі | Колумбія           | Колумбія                            | Бразилія                            | Аргентина                           | Уругвай                             |
| 1988 Деталі | Аргентина          | Бразилія                            | Колумбія                            | Аргентина                           | Парагвай                            |
| 1991 Деталі | Венесуела          | Бразилія                            | Аргентина                           | Уругвай                             | Парагвай                            |
| 1992 Деталі | Колумбія           | Бразилія                            | Уругвай                             | Колумбія                            | Еквадор                             |
| 1995 Деталі | Болівія            | Бразилія                            | Аргентина                           | Чилі                                | Еквадор                             |
| 1997 Деталі | Чилі               | Аргентина                           | Бразилія                            | Парагвай                            | Уругвай                             |
| 1999 Деталі | Аргентина          | Аргентина                           | Уругвай                             | Бразилія                            | Парагвай                            |
| 2001 Деталі | Еквадор            | Бразилія                            | Аргентина                           | Парагвай                            | Чилі                                |
| 2003 Деталі | Уругвай            | Аргентина                           | Бразилія                            | Парагвай                            | Колумбія                            |
| 2005 Деталі | Колумбія           | Колумбія                            | Бразилія                            | Аргентина                           | Чилі                                |
| 2007 Деталі | Парагвай           | Бразилія                            | Аргентина                           | Уругвай                             | Чилі                                |
| 2009 Деталі | Венесуела          | Бразилія                            | Парагвай                            | Уругвай                             | Венесуела                           |
| 2011 Деталі | Перу               | Бразилія                            | Уругвай                             | Аргентина                           | Еквадор                             |
| 2013 Деталі | Аргентина          | Колумбія                            | Парагвай                            | Уругвай                             | Чилі                                |
| 2015 Деталі | Уругвай            | Аргентина                           | Колумбія                            | Уругвай                             | Бразилія                            |
| 2017 Деталі | Еквадор            | Уругвай                             | Еквадор                             | Венесуела                           | Аргентина                           |
| 2019 Деталі | Чилі               | Еквадор                             | Аргентина                           | Уругвай                             | Колумбія                            |
| 2021 Деталі | Венесуела          | (Скасовано через пандемію COVID-19) | (Скасовано через пандемію COVID-19) | (Скасовано через пандемію COVID-19) | (Скасовано через пандемію COVID-19) |
| 2023 Деталі | Колумбія           | Бразилія                            | Уругвай                             | Колумбія                            | Еквадор                             |
| 2025 Деталі | Венесуела          | Бразилія                            | Аргентина                           | Колумбія                            | Парагвай                            |

## Зведена таблиця
| Збірна    | Титули                                                                            | 2 місце                                            | 3 місце                                            | 4 місце                                |
| --------- | --------------------------------------------------------------------------------- | -------------------------------------------------- | -------------------------------------------------- | -------------------------------------- |
| Бразилія  | 13 (1974, 1983, 1985, 1988, 1991, 1992, 1995, 2001, 2007, 2009, 2011, 2023, 2025) | 7 (1954, 1977, 1981, 1987, 1997, 2003, 2005)       | 3 (1958, 1967, 1999)                               | 2 (1979, 2015)                         |
| Уругвай   | 8 (1954, 1958, 1964, 1975, 1977, 1979, 1981, 2017)                                | 7 (1971, 1974, 1983, 1992, 1999, 2011, 2023)       | 6 (1991, 2007, 2009, 2013, 2015*, 2019)            | 3 (1985, 1987, 1997)                   |
| Аргентина | 5 (1967, 1997, 1999, 2003, 2015)                                                  | 8 (1958, 1979, 1991, 1995, 2001, 2007, 2019, 2025) | 8 (1971, 1975, 1981, 1983, 1987, 1988, 2005, 2011) | 2 (1974, 2017)                         |
| Колумбія  | 3 (1987, 2005, 2013)                                                              | 2 (1988, 2015)                                     | 5 (1964, 1985, 1992, 2023, 2025)                   | 2 (2003, 2019)                         |
| Парагвай  | 1 (1971)                                                                          | 5 (1964, 1967, 1985, 2009, 2013)                   | 6 (1974, 1977, 1979, 1997, 2001, 2003)             | 4 (1988, 1991, 1999, 2025)             |
| Еквадор   | 1 (2019)                                                                          | 1 (2017)                                           |                                                    | 4 (1992, 1995, 2011, 2023)             |
| Чилі      |                                                                                   | 1 (1975)                                           | 1 (1995)                                           | 6 (1964, 1977, 2001, 2005, 2007, 2013) |
| Венесуела |                                                                                   |                                                    | 2 (1954, 2017)                                     | 1 (2009*)                              |
| Перу      |                                                                                   |                                                    |                                                    | 5 (1954, 1958, 1967, 1971, 1975)       |
| Болівія   |                                                                                   |                                                    |                                                    | 2 (1981, 1983*)                        |